# 에이조 (기업)
에이조(Eizo, 일본어: EIZO株式会社)는 일본의 시각 기술 기업으로, 1968년 3월 설립되었다. 비즈니스, 의료, 그래픽스, 항공 트래픽 제어, 해양 분야 등 디스플레이 제품 및 기타 솔루션을 제조한다. 이 기업의 본사는 이시카와현 하쿠산시에 있다.

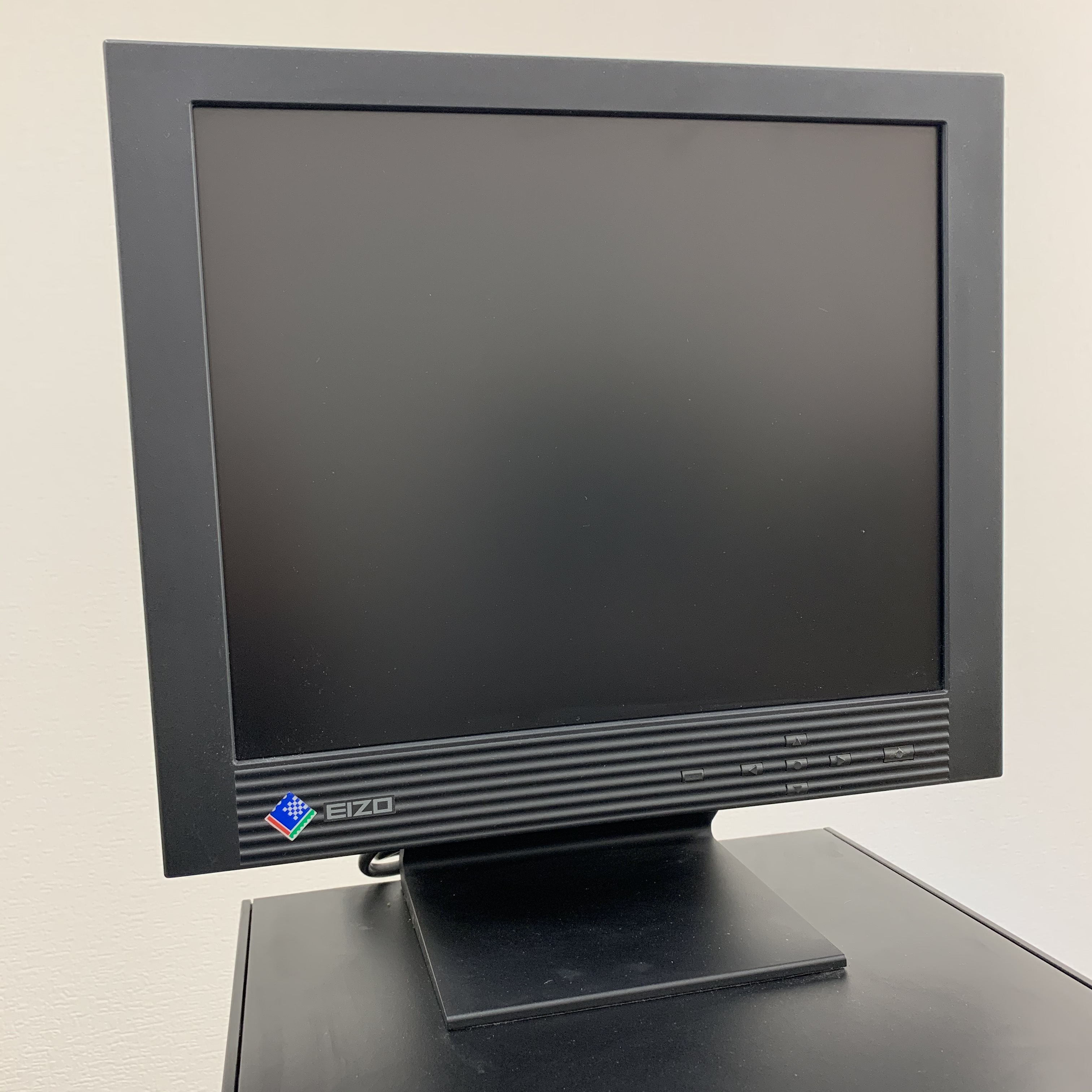
EIZO FlexScan L461 (16.0inch)
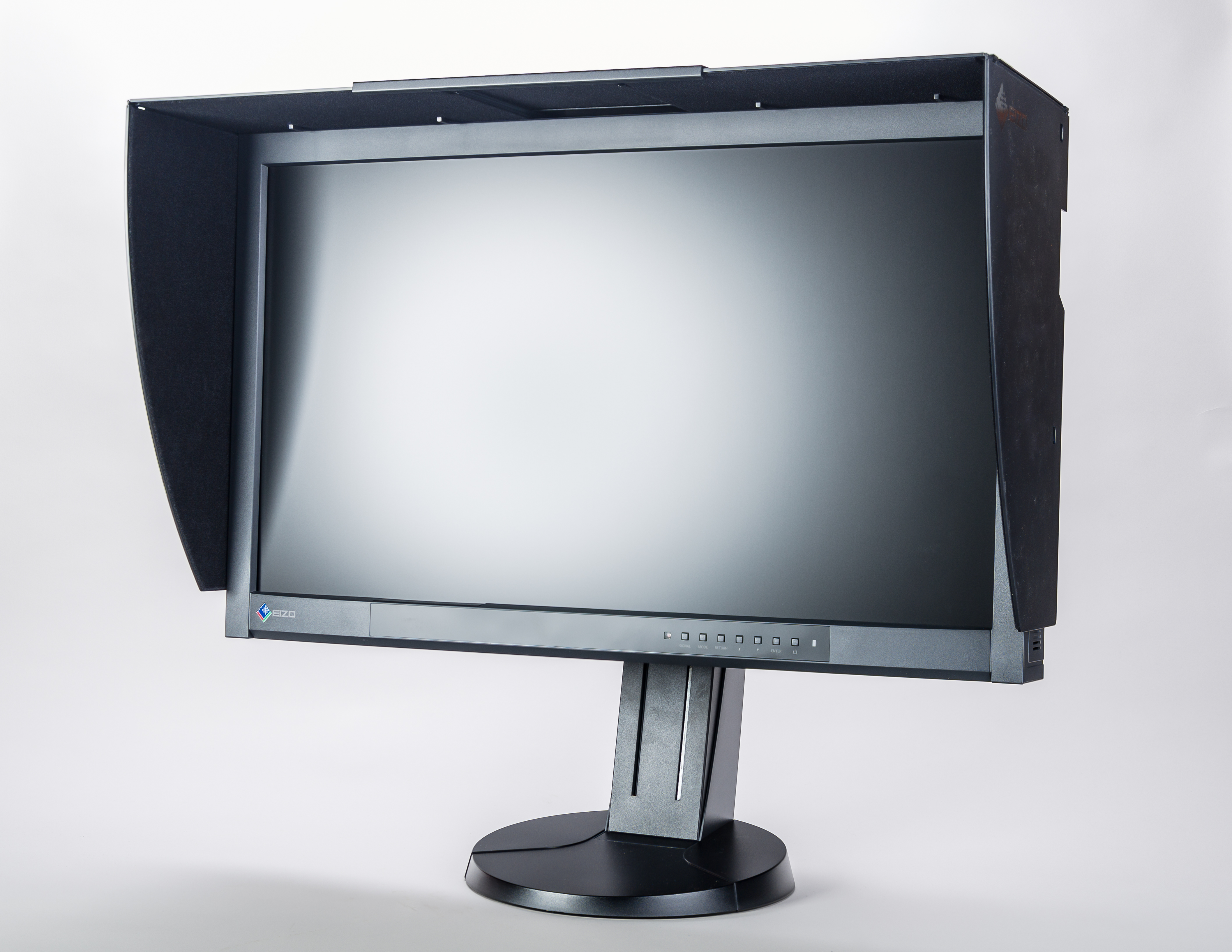
EIZO ColorEdge CG277 display